# مارياج فرير
مارياج فرير Mariage Frères هي شركة شاي فاخر فرنسية، مقرها في باريس.
أسسها الأخوان هنري وإدوار مارياج في الأول من يونيو 1854.